# Józef Jachimczak
Józef Jachimczak (ur. 27 marca 1933 w Słomirogu) – polski duchowny rzymskokatolicki, członek Zgromadzenia Księży Misjonarzy, przewodniczący Redakcji Mszy Świętej Radiowej w latach 1986–1993.

## Życiorys
Jest krewnym Sługi Bożego ks. Michała Jachimczaka. 27 września 1951 wstąpił do Zgromadzenia Księży Misjonarzy św. Wincentego a Paulo, a 22 maja 1958 przyjął święcenia kapłańskie z rąk ks. abp. Eugeniusza Baziaka. Następnie pracował do 1962 jako katecheta w Bydgoszczy. Potem do 1969 pracował w kościele św. Wincentego à Paulo w Krakowie na Kleparzu. W latach 1958–1970 sprawował funkcję proboszcza parafii Najświętszej Maryi Panny Niepokalanej Objawiającej Cudowny Medalik w Zakopanem.
W latach 1969–1979 był duszpasterzem akademickim w parafii Świętego Krzyża w Warszawie, a od 1979 do 1984 w parafii Najświętszej Maryi Panny z Lourdes w Krakowie. W latach 1984–1993 był proboszczem parafii Świętego Krzyża w Warszawie i superiorem wspólnoty misjonarskiej. W latach 1994–2010 pełnił funkcję Krajowego Duszpasterza Służby Zdrowia. W latach 1990–2020 był także kapelanem Komendy Stołecznej Policji. W tym czasie publikował również w „Gazecie Policyjnej”.  
Od 1986 roku jest członkiem Redakcji Mszy Świętej Radiowej, której był przewodniczącym w latach 1986–1993. W ramach Mszy Świętej Radiowej ks. Jachimczak wygłosił ponad 160 homilii transmitowanych w I Programie Polskiego Radia.

## Odznaczenia
- Medal Błogosławionego ks. Jerzego Popiełuszki (2015)[6]
- Odznaka honorowa „Za zasługi dla ochrony zdrowia” (2019)[4]

## Redaktor publikacji książkowych
- Świętokrzyskie kazania radiowe. Tom 5 (Instytut Teologiczny Księży Misjonarzy, Kraków, 1991; ISBN 83-86715-30-8)
- Świętokrzyskie kazania radiowe. Tom 6 (Instytut Teologiczny Księży Misjonarzy, Kraków, 1991; ISBN 83-86715-35-9)

## Wybrana bibliografia autorska
- Modlitwy i rozważania dla studentów (Parafia Świętego Krzyża, Warszawa, 1987)
- Słudzy życia (Wydawnictwo Instytutu Teologicznego Księży Misjonarzy, Kraków, 2010; ISBN 978-83-7216-830-6)
- Służba Policji (Wydawnictwo Instytutu Teologicznego Księży Misjonarzy, Kraków, 2016; ISBN 978-83-7869-249-2)
- Śpiewam Tobie Panie (Parafia pod wezwaniem św. Maksymiliana Kolbego, Kraków, 1982), opracowanie
- Święty Wincenty a Paulo w posługiwaniu ubogim dzisiaj... (Instytut Teologiczny Księży Misjonarzy, Kraków, 2001; ISBN 83-7216-360-X)
- Św. Juda Tadeusz (Instytut Teologiczny Księży Misjonarzy, Kraków, 1992; ISBN 83-86715-97-9), opracowanie
- W służbie życiu (Wydawnictwo Instytutu Teologicznego Księży Misjonarzy, Kraków, 2003; ISBN 83-7216-237-9), opracowanie